# Nicorvo
Nicorvo (Nicòrav in dialetto lomellino) è un comune italiano di 273 abitanti della provincia di Pavia in Lombardia.
Si trova nella Lomellina settentrionale, dove si incontrano le province di Pavia e Novara, in prossimità della riva sinistra del torrente Agogna, a breve distanza dalle città di Vigevano, Novara e Vercelli

## Storia
Il primo documento che fa riferimento a Nicorvo è un atto del 960 con il quale Berengario II, re d'Italia, ordinava di dare caccia spietata ai lupi che infestavano il territorio. Fece parte del comitato di Lomello, dominio dei conti palatini. Nel 1164 è ricordato tra le località che l'imperatore Federico I pose sotto la giurisdizione di Pavia, continuando comunque la signoria locale dei conti palatini, un ramo dei quali prese il nome di Nicorvo. Nel 1250 il paese è citato come Nicorvium nell'elenco delle terre soggette a Pavia. Giacomo, Tommaso e Manfredo di Nicorvo, conti palatini, erano signori del luogo nel 1311, mentre Filippone verso la fine del secolo. La casata probabilmente si estinse nei decenni seguenti. Nel 1477 fu investito Signore di Nicorvo Pietro Gallarati, già signore di Cozzo e Candia Lomellina, ma la sua signoria non durò a lungo. Nel 1532 Nicorvo fu staccata da Pavia ed entrò a far parte del Contado di Vigevano, o Vigevanasco, allora costituito. Nei secoli seguenti ne furono feudatari i De Colli, poi passò per matrimonio ai Settala e quindi dal 1640 ai Càrcano, a cui rimane nei secoli seguenti. Nel 1743 fu inclusa nei domìni dei Savoia, cui già da trent'anni apparteneva la Lomellina (in questo periodo quindi Nicorvo fu luogo di confine). Durante la parentesi napoleonica fece parte del dipartimento dell'Agogna prima nel distretto di Mortara (1800) e quindi in quello di Vigevano (1801); dal 1814 entrò a far parte della provincia di Lomellina. Nel 1859 fu incluso nella provincia di Pavia.

### Simboli
Lo stemma e il gonfalone del comune di Nicorvo sono stati concessi con decreto del presidente della Repubblica del 18 luglio 2006.
Il gonfalone è un drappo di giallo con la bordatura di azzurro.

## Monumenti e luoghi d'interesse

### Architetture religiose

#### Chiesa di San Terenziano

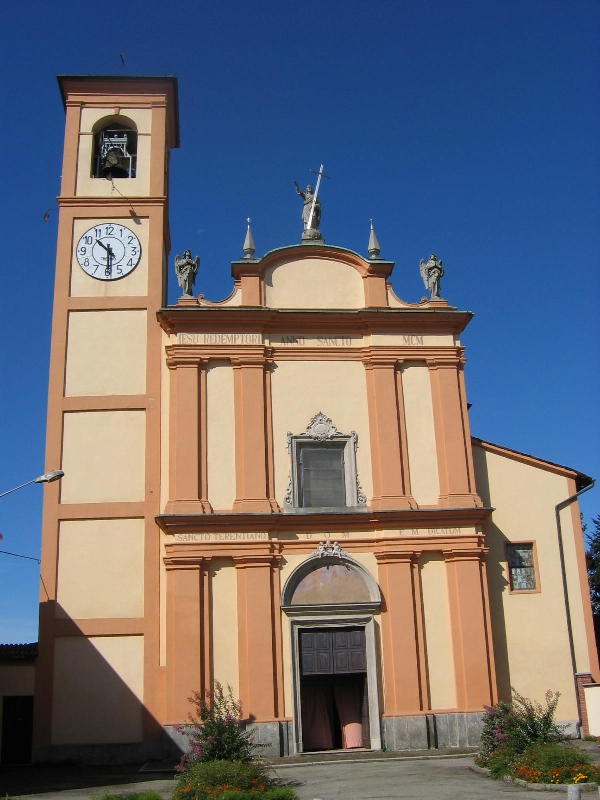
Chiesa di San Terenziano

La chiesa viene ricordata fin dal XIV secolo, ma l'attuale costruzione fu consacrata nel 1620. L'interno, che presenta cinque altari, fu decorato ed affrescato nel 1925 dai pittori Luigi Barni e Giacomo Ricci. Nel coro si può ammirare una bella tela raffigurante la Vergine con Bambino fra i Santi Domenico e Terenziano attribuita alla scuola di Bernardino Lanino (XVI secolo). Pregevole anche un dipinto ad olio raffigurante la Resurrezione di Lazzaro della pittrice Maria Carcano (Intra, 1848 – Lesa, 1928), figlia dello scrittore e senatore Giulio Carcano.

#### Santuario della Madonna del Patrocinio
Comunemente chiamata la Madonnina, la chiesa fu innalzata nel 1764 e, dopo vari rifacimenti, fu restaurata nel 1910: in questa occasione fu rifatta anche la facciata. All'interno è conservato un affresco di buona fattura del XVI secolo raffigurante la Vergine con il Bambino sulle ginocchia.

### Architetture civili

#### Palazzo Scevola
Il palazzo di pianta quadrangolare, senza cortile interno, risale al XVI secolo e rientra nella tipologia della casaforte cinquecentesca. L'aspetto attuale si deve a un restauro ottocentesco che gli ha dato forme romantiche come la facciata movimentata dal portico a tre campate, con loggiato superiore ad archi a sesto acuto, e, sotto la gronda, la serie di cinque finestrelle ovali. Potrebbe essere una ricostruzione di un precedente fortilizio medioevale posto a difesa dell'Agogna.

### Altro

#### Via Francigena

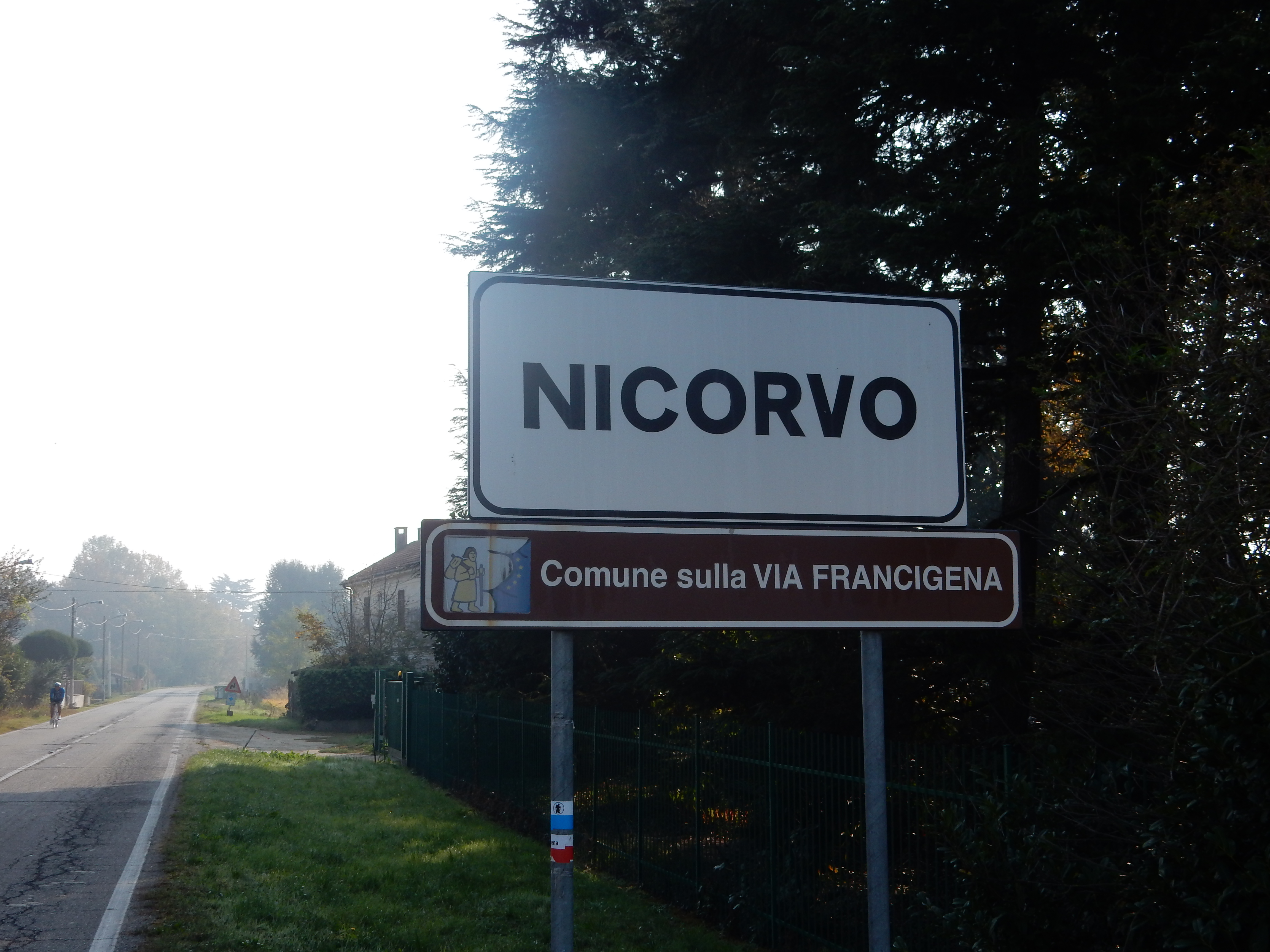
Cartello indicatore all'ingresso del paese

Un percorso storicamente importante è il tratto della Via Francigena in Lomellina che, proveniente da Robbio, attraversa l'intero paese e permette di passare davanti al settecentesco Santuario della “Madonnina” ed alla Chiesa parrocchiale di S. Terenziano (XVII sec). Il percorso è stato segnalato, da volontari, per agevolare il passaggio ai pellegrini. In paese è presente un ospitale ad offerta presso la casa Parrocchiale gestito da volontari. Passando davanti alla “Madonnina” sarà possibile notare alle sue spalle una maestosa e secolare magnolia.
Il percorso si dirige successivamente verso Mortara.

### Aree naturali
Nelle campagne attorno al paese si sviluppa un reticolo di stradine sterrate. Un percorso di interesse naturalistico è quello che parte dalla strada che porta al Mulino: si può raggiungere il torrente Agogna, costeggiarlo fino al "salto" e proseguire fino al ponte che porta a Robbio. Parte di questa strada è percorribile in auto, ma arrivati al torrente occorre proseguire a piedi. Lungo questa strada, è possibile visitare "Il Laboratorio di ecologia all'aperto Agogna Morta", con specie vegetali autoctone e animali.

## Società

### Evoluzione demografica
Abitanti censiti

## Economia
L'economia del paese è di tipo strettamente agricolo. Il prodotto che viene maggiormente coltivato è il riso, seguito da mais e pioppeti.

## Amministrazione
| Periodo        | Periodo                 | Primo cittadino    | Partito                       | Carica  | Note |
| -------------- | ----------------------- | ------------------ | ----------------------------- | ------- | ---- |
| maggio 2003    | maggio 2013 (2 mandati) | Valter Ruzzoli     | lista civica                  | Sindaco |      |
| maggio 2013    | 31 luglio 2017          | Alessandro Pistoja | Lista Civica la Piazza        | Sindaco |      |
| 10 giugno 2018 | in carica               | Michele Ratti      | lista Fare Comunità a Nicorvo | Sindaco |      |